# Robert Renwick
Pour les articles homonymes, voir Renwick.
Robert Peter Renwick dit Robbie Rennick, né le 21 juillet 1988 à Abou Dabi aux Émirats arabes unis, est un nageur écossais. Il a détenu de 2008 à 2010 le record d’Europe en petit bassin du relais 200 m nage libre avec ses coéquipiers de l’équipe du Royaume-Uni.

## Biographie
Robbie Renwick s'est d'abord illustré dans le dernier relais de l’équipe d’Écosse du relais 4 × 200 mètres nage aux Jeux du Commonwealth de 2006. Toutefois, l'équipe n’a remporté que l'argent, Renwick ayant été doublé in extremis par l'équipe de relais anglaise.
Robert Renwick s’est qualifié également pour les Jeux olympiques de Pékin en 2008 dans deux épreuves, le 200 m libre et le relais 4 × 200 m nage libre. Il se classe deuxième, derrière Ross Davenport, dans le Championnat d’Angleterre 2008 en grand bassin. Son temps de la finale fut 1 min 48 s 29.
Renwick a remporté la médaille d'or dans le 200 m nage libre aux Jeux du Commonwealth de 2010.
Il étudie l’ingénierie du sport à l'université de Strathclyde. 

## Palmarès
Aux Jeux olympiques de Pékin, Robert Renwick participe au 200 m nage libre et au relais 4 × 200 m nage libre. Dans le 200 m nage libre, il atteint la finale en se plaçant 8e dans le temps de 1 min 47 s 70. Dans le relais 4 × 200 m nage libre, l'équipe du Royaume-Uni se classe 6e en 7 min 5 s 92.
Il est médaillé d'or au titre du relais 4 × 100 mètres quatre nages lors des championnats d'Europe de natation 2016 de Londres. Il ne dispute que les séries de cette épreuve.

### Championnats du monde

#### Grand bassin
- Championnats du monde 2015 à Kazan :
  -  Médaille d'or du relais 4 × 200 m nage libre

## Records

### Record d’Europe
Lors des championnats du monde de natation en petit bassin 2008 qui se sont tenus à Manchester du 9 au 13 avril 2008, Robert Renwick bat, le 10 avril 2008, le record d’Europe du 4 × 200 m nage libre en petit bassin avec ses coéquipiers de l’équipe du Royaume-Uni, dans un temps de 6 min 56 s 52. Ce record sera battu deux ans plus tard, le 16 décembre 2010 à Dubaï, par l’équipe de Russie avec un temps de 6 min 49 s 04.
| Épreuve                         | Nageurs                                                 | Temps équipe  | Temps perso                                             | Date      |
| Relais 4 × 200 m nage libre (H) | Robert Renwick David Carry Andrew Hunter Ross Davenport | 6 min 56 s 52 | 1 min 44 s 83 1 min 44 s 19 1 min 44 s 04 1 min 43 s 46 | 10 avr 08 |

## Meilleurs temps personnels
Les meilleurs temps personnels établis par Robert Renwick dans les différentes disciplines sont détaillés ci-après.
| Épreuve                   | Temps                     | Compétition                            | Lieu               | Date        |
| 50 m libre                | 23 s 64                   | Edinburgh International                | Glasgow            | 14 fév 2010 |
| 100 m libre               | 49 s 84                   | Scottish National Champs               | Glasgow            | 25 jui 2009 |
| 200 m libre               | 1 min 45 s 99             | Championnats du monde de natation 2009 | Rome (Italie)      | 31 jul 2009 |
| 400 m libre               | 3 min 46 s 75             | Championnats du monde de natation 2009 | Rome (Italie)      | 26 jul 2009 |
| 800 m libre 7 min 59 s 74 | Scottish National Open Mt | Glasgow                                | 28 jui 2008        |             |
| 1 500 m libre             | 15 s 40                   | Queensland Championships               | Brisbane (AUS)     | 18 déc 2007 |
| 50 m dos                  | 26 s 93                   | BG Scottish Nationals Open             | Glasgow            | 23 jui 2010 |
| 100 m dos                 | 58 s 40                   | BG Scottish Nationals Open             | Glasgow            | 27 jui 2010 |
| 50 m papillon             | 26 s 46                   | Scottish National Open                 | Glasgow            | 28 jui 2007 |
| 100 m papillon            | 58 s 72                   | Edingburgh International               | Edingburgh         | 17 fév 2007 |
| 200 m papillon            | 2 min 11 s 13             | Edingburgh International               | Edingburgh         | 17 fév 2007 |
| 200 m 4 Nages             | 2 min 11 s 01             | BS Preparation Meet                    | Bath               | 9 mai 2009  |
| 400 m 4 Nages             | 4 min 45 s 74             | Scottish Spring Open AG Meet           | Glasgow            | 5 mar 2005  |
| 100 m libre               | 49 s 82                   | Championnats d'Europe de natation 2010 | Budapest (Hongrie) | 9 aou 2010  |
| 200 m libre               | 1 min 46 s 16             | Jeux olympiques d'été 2008             | Beijing (CHN)      | 13 aou 2008 |

| Épreuve        | Temps         | Compétition                                   | Lieu                     | Date        |
| 50 m dos       | 23 s 13       | Ch. du monde de natation en petit bassin 2010 | Dubaï (E.A.U.)           | 18 déc 2010 |
| 50 m libre     | 22 s 68       | Scottish Nationals SC                         | Tollcross                | 16 jan 2009 |
| 100m libre     | 49 s 51       | Scottish Nationals                            | Tollcross                | 12 jan 2007 |
| 200 m libre    | 1 min 43 s 46 | BUCS Championship                             | Sheffield                | 14 nov 2009 |
| 400 m libre    | 3 min 40 s 22 | Ch. du monde de natation en petit bassin 2008 | Manchester (Royaume-Uni) | 11 avr 2008 |
| 800 m libre    | 7 min 50 s 45 | BUCS Championship                             | Sheffield                | 13 nov 2009 |
| 1 500 m libre  | 15 s 08       | Scottish Nationals                            | Tollcross                | 12 jan 2007 |
| 100 m dos      | 58 s 38       | Scottish National Short Course                | Tollcross                | 13 jan 2006 |
| 200 m dos      | 2 min 8 s 70  | British Swimming Stage 1                      | Loughborough             | 26 avr 2008 |
| 100 m papillon | 56 s 96       | Aberdeen Mitchell Trophy                      | Aberdeen                 | 20 nov 2005 |
| 400 m 4 nages  | 4 min 30 s 42 | SASA North District Open                      | Westhill                 | 2 oct 2005  |